# Blendi Nallbani
Blendi Nallbani (Tirana, 1971. május 6. –) albán válogatott labdarúgókapus.
1989-ben tizenhét éves korában mutatkozott be az albán válogatottban, a Wembley Stadionban. Ő lépett a legtöbbször pályára az albán élvonal történetében.

## Pályafutása

### Klubcsapatokban
Pályafutása jelentős részét az albán élvonalban töltötte, bár a kommunizmus bukása után külföldre szerződött és a román Gloria Bistrița játékosa volt, pár hónap elteltével visszatért hazájába. Pályafutása legsikeresebb éveit a Partizani Tirana és az FK Tirana csapataiban töltötte, ő lépett a legtöbbször pályára az albán élvonal történetében, ötször nyert bajnokságot.

### A válogatottban
1989-ben, tizenhét éves korában mutatkozott be az albán válogatottban, ezzel ő lett az albán válogatott történetének legfiatalabb játékosa. Az angolok ellen a Wembley Stadionban lejátszott mérkőzést követően a brit sportsajtó munkatársai is dicsérték teljesítményét. Ezt követően több nyugat-európai klubtól kapott szerződésajánlatot, de átigazolásához nem járult hozzá a hazai politikai elit. Összesen 18 alkalommal lépett pályára a nemzeti csapatban, utoljára 2002 áprilisában Andorra ellen.

## Magánélete
Nős, és két gyermeke van, Marvin és Dejvi. Az 1992-ben született Marvin Nallbani szintén profi labdarúgó, az KF Tirana játékosa. 2018-tól a főként az utánpótlás neveléssel foglalkozó Studenti omnisports vezetésében vállal szerepet.

## Statisztikája az albán válogatottban
Forrás:
| Válogatott | Év       | Pályára lépés | Gól |
| ---------- | -------- | ------------- | --- |
| Albánia    | 1989     | 2             | 0   |
| Albánia    | 1991     | 3             | 0   |
| Albánia    | 1993     | 1             | 0   |
| Albánia    | 1995     | 3             | 0   |
| Albánia    | 1996     | 4             | 0   |
| Albánia    | 1997     | 1             | 0   |
| Albánia    | 2002     | 4             | 0   |
| Összesen   | Összesen | 18            | 0   |

## Sikerei, díjai
- Albán bajnok:  1995, 1996, 1997, 1999, 2000[7]

## További információ
- Blendi Nallbani adatlapja a National-Football-Teams.com oldalon (angolul)